# Лимфоциты
Лимфоци́ты (от лимфа и греч. κύτος — «вместилище», здесь — «клетка») — клетки иммунной системы, представляющие собой разновидность лейкоцитов группы агранулоцитов. Лимфоциты — главные клетки иммунной системы. Они обеспечивают гуморальный иммунитет (выработку антител), клеточный иммунитет (контактное взаимодействие с клетками-жертвами), а также регулируют деятельность клеток других типов. В организме взрослого человека 25—40 % всех лейкоцитов крови составляют лимфоциты (500—1500 клеток в 1 мкл), у детей доля этих клеток равна 50 %.
По морфологическим признакам выделяют два типа лимфоцитов: большие гранулярные лимфоциты (чаще всего ими являются NK-клетки или, значительно реже, это активно делящиеся клетки лимфоидного ряда — лимфобласты и иммунобласты) и малые лимфоциты (T- и B-клетки).
По функциональным признакам различают три типа лимфоцитов: B-клетки, T-клетки, NK-клетки.
- B-лимфоциты, или B-клетки, распознают чужеродные структуры (антигены), вырабатывая при этом специфические антитела (белковые молекулы, направленные против конкретных чужеродных структур).
- Т-лимфоциты, или Т-клетки, включают в себя цитотоксические Т-лимфоциты, Т-хелперы, Т-регуляторы. Цитотоксические Т-лимфоциты выполняют киллерные функции, Т-хелперы активируют и направляют иммунный ответ, а Т-регуляторы тормозят излишний иммунный ответ.
- NK-лимфоциты способны уничтожать клетки, признаваемые организмом генетически-чужеродными или потерявшие отличительные признаки «своего» (без учёта антигенной специфичности).

Содержание Т-лимфоцитов в крови составляет 65—80 % от общего числа лимфоцитов, В-лимфоцитов — 8—20 %, NK-лимфоцитов — 5—20 %.

## Дополнительные изображения
- Обычная циркулирующая кровь человека под сканирующим электронным микроскопом. Видно эритроциты, несколько видов лейкоцитов (лимфоциты, моноциты и нейтрофил) и много тромбоцитов в форме мелких дисков
- Подкрашенный по методу Романовского — Райта лимфоцит, окружённый эритроцитами (вид в оптический микроскоп)
- Схематическое изображение иммунологически активного лимфатического узла. Т-лимфоциты расположены в паракортикальной области, В-лимфоциты — в компактных «муфтах» небольших лимфоцитов, в терминальных центрах, лимфоидных фолликулах, корковомозговых соединениях и мозговых шнурах